# 布鲁克林学院
布鲁克林学院（英語：Brooklyn College），是纽约市立大学的一個高等學院，位于美國紐約市布鲁克林區。

## 历史
該學院于1930年由紐約市高等教育委員會成立。一開始是亨特學院（當時是女子學院）和纽约市立学院（當時是男子學院）在布魯克林市中心的分校。随着这兩個學校的合并，布鲁克林学院成为纽约市第一個男女同校的文理学院。擁有26英亩大小的美麗校園，被视为“穷人的哈佛”，因为它擁有低学费與卓越声誉與学术的特點。该校于2009年评为最美丽的校园。作為美國最美麗的校園之一，布鲁克林学院經常作為電影和電視劇的取景地，包括年輕偶像劇Gossip Girl。
過去八十多年來，布魯克林學院培育無數個優秀的畢業生，其中有一位是國務卿，十二位諾貝爾獎得主，其他行業的佼佼者不計其數。其中著名的校友包括Columbia Records/Sony Music的前總裁Walter Yetnikoff，Barnes & Noble Inc.的總裁Steve Riggio，Adobe Systems的總裁Bruce Chizen， 多位的政治家， 多位的著名新聞記者和文學作者，和多位的大學教授。
該學校的傳播學院及戲劇學院非常有名，因為地緣關係，不少師資來自於紐約電視台及劇場界的人士，課程的設計理論及實務並重。台灣電視圈、劇場界、教育界不少的菁英，是畢業於這所學校的廣電研究所或戲劇研究所。

## 學術
該大學下分五個學院：
- 穆雷·科佩爾蒙商學院（Murray Koppelman School of Business）
- 教育學院（School of Education）
- 人文和社會科學院（School of Humanities and Social Sciences）
- 自然和行為科學院（School of Natural and Behavioral Sciences）
- 視覺、媒體和表演藝術學院（School of Visual, Media and Performing Arts）

## 画廊

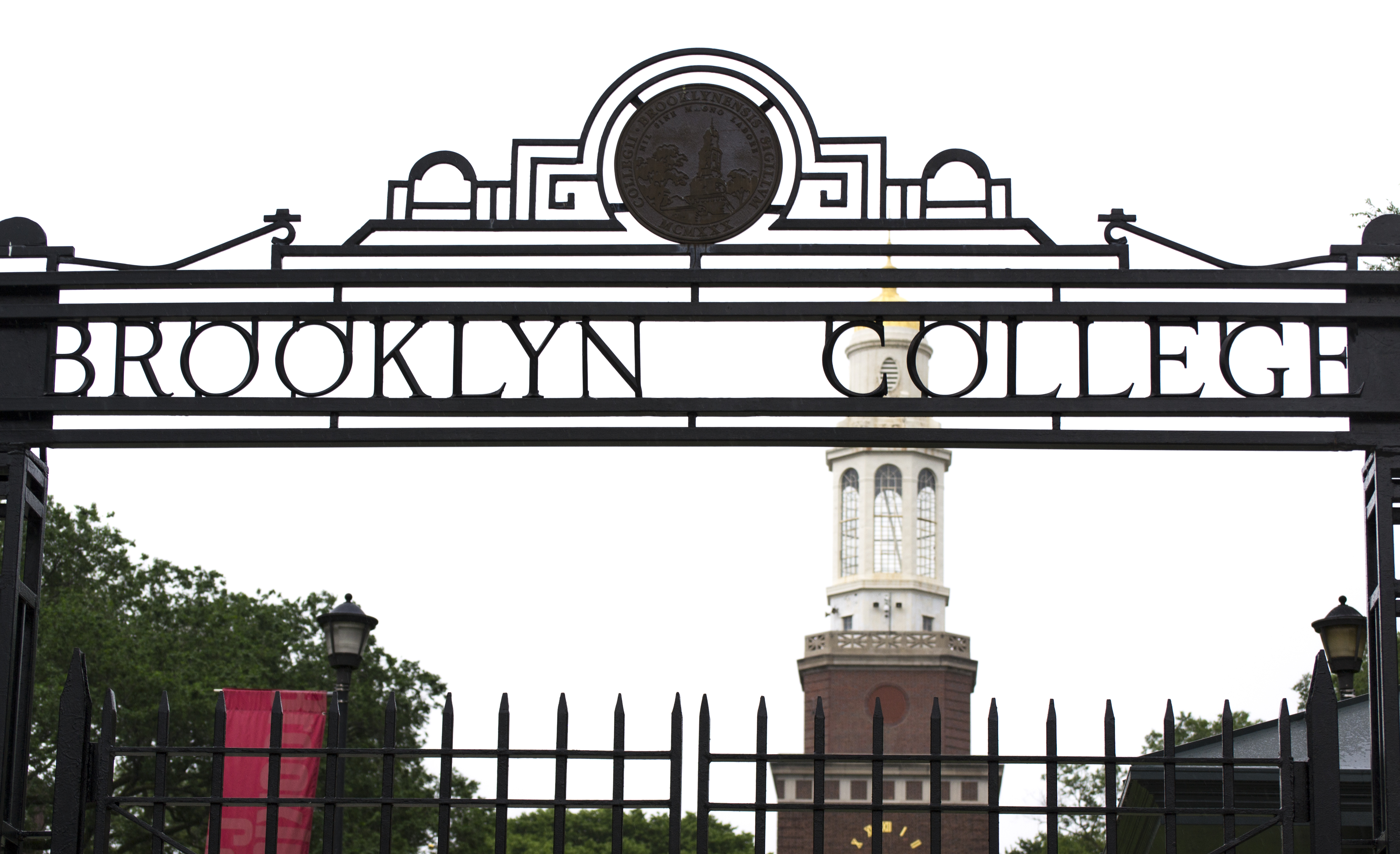
大门
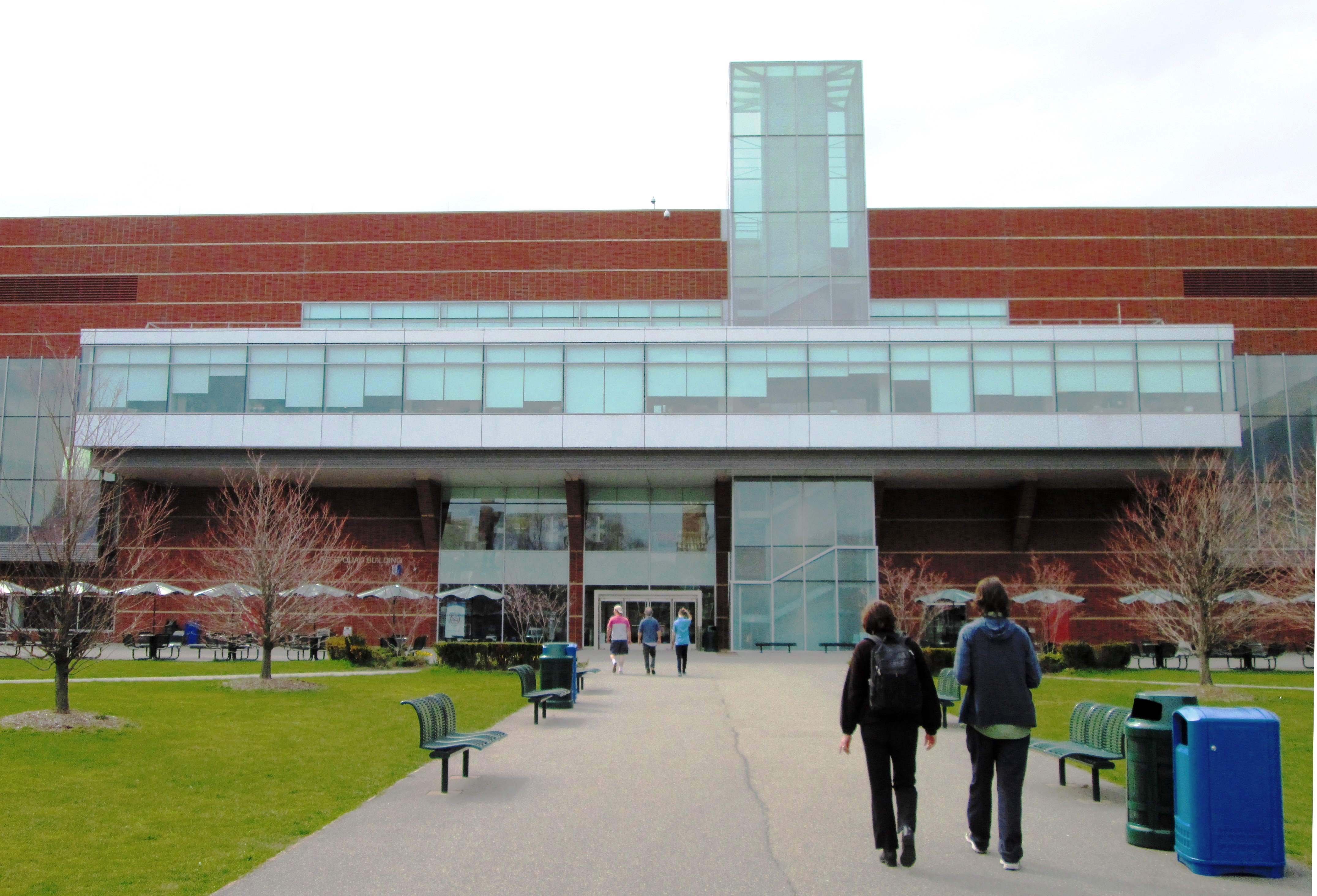
四边形中心西
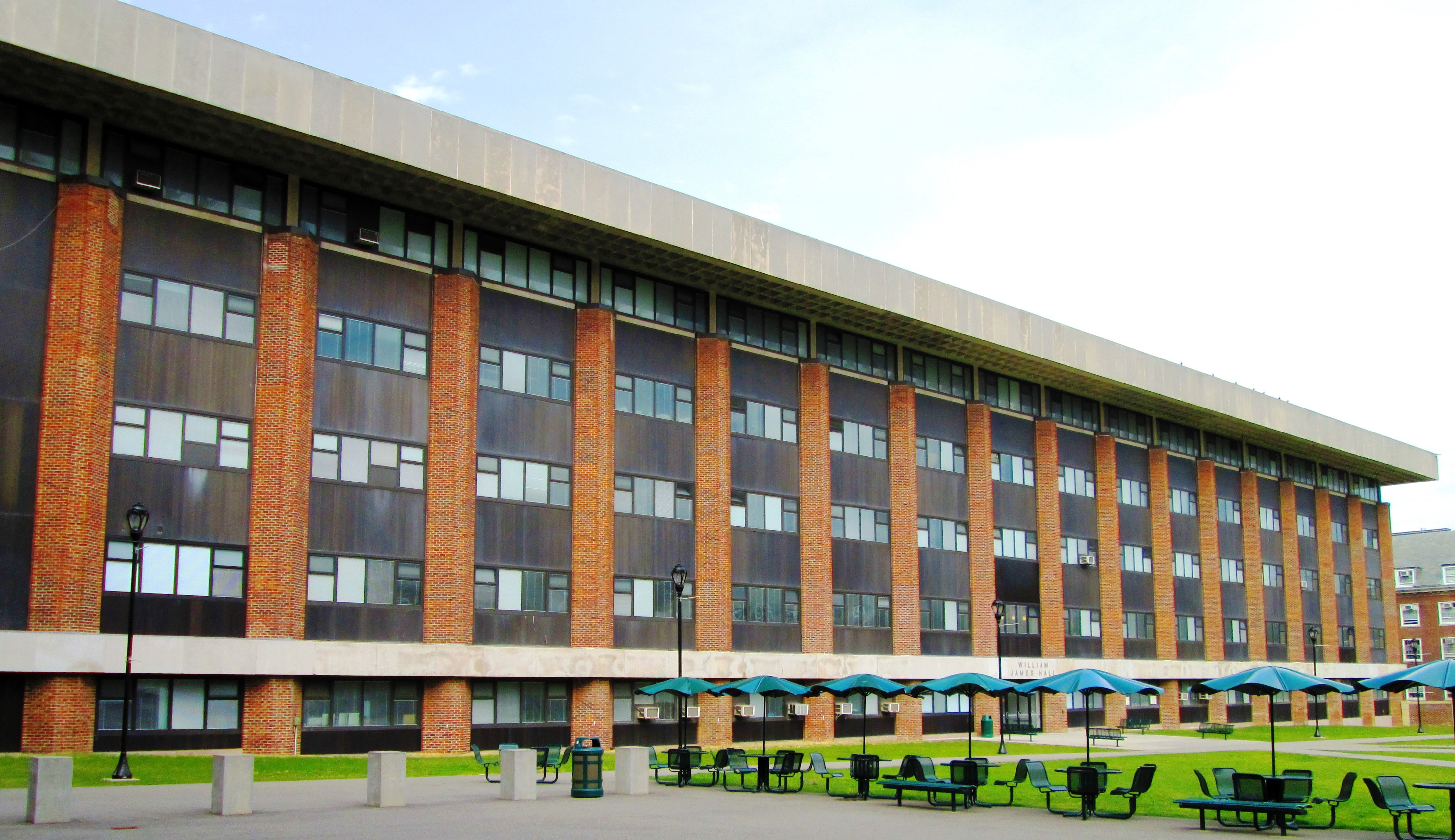
詹姆斯大楼
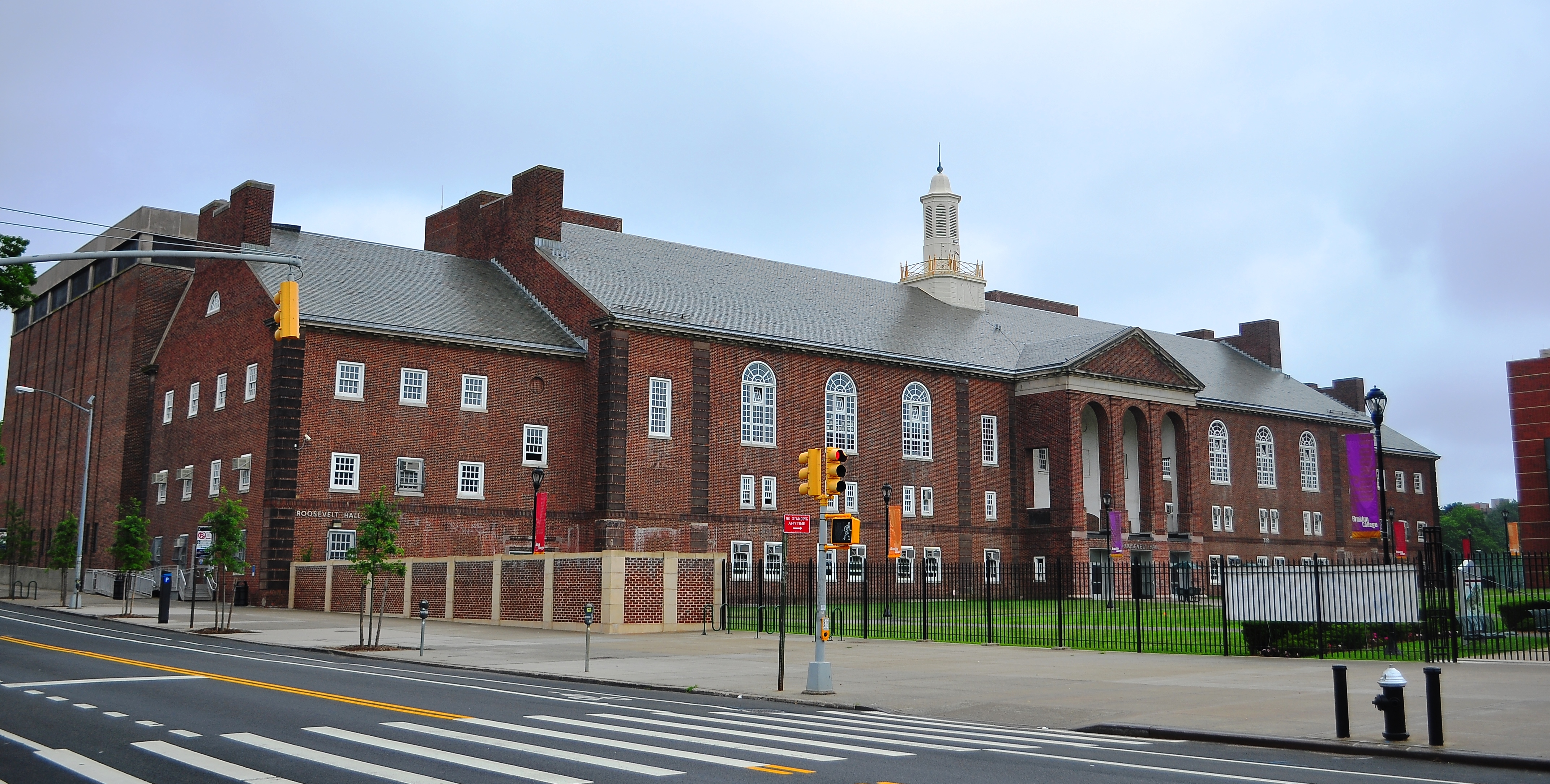
罗斯福大楼
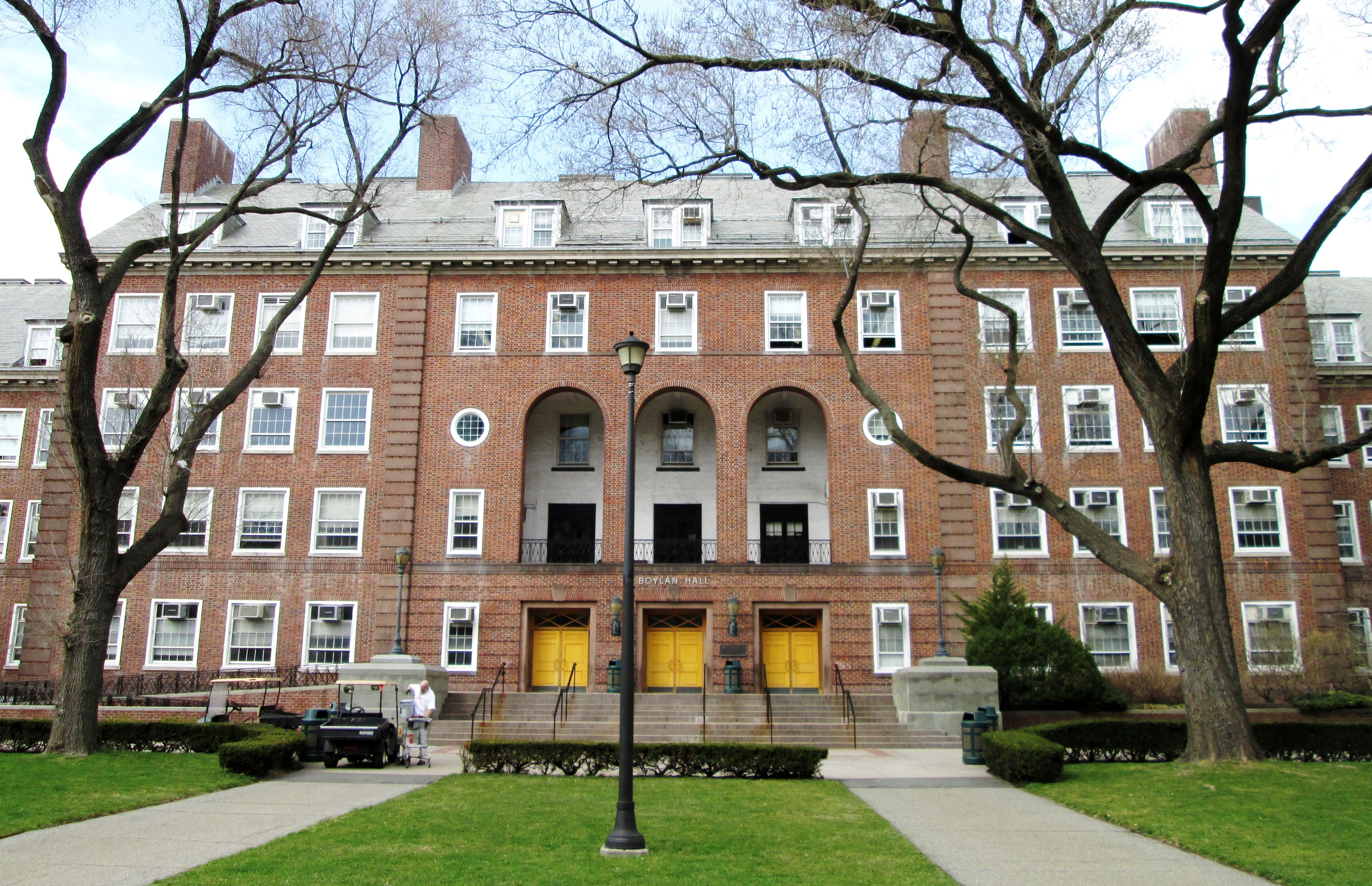
博伊兰大楼
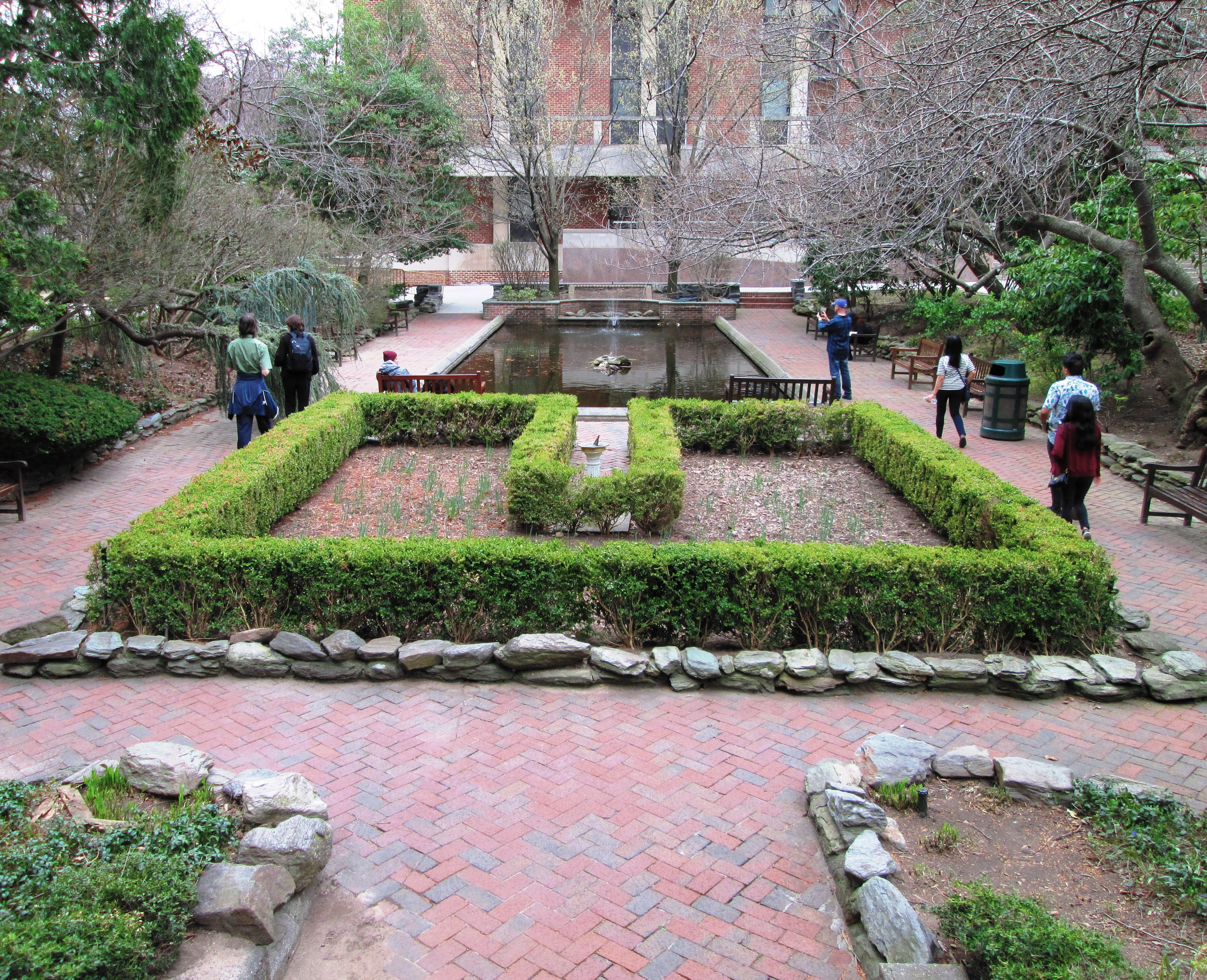
莉莉池塘